# Chromis albomaculata
Chromis albomaculata és una espècie de peix de la família dels pomacèntrids i de l'ordre dels perciformes.

## Morfologia
Els mascles poden assolir els 15 cm de longitud total.

## Distribució geogràfica
Es troba des de les Illes Izu fins a Okinawa (Japó).